# Hellen Toncio
Pour les articles homonymes, voir Toncio.
Hellen Marlene Toncio (née le 17 avril 1994 à Rancagua) est un mannequin chilien et Miss Univers Chili 2014.

## Miss Univers 2014
Le 8 décembre 2014, Toncio a remporté l'élection de Miss Univers Chili 2014 pageant et elle représentera son pays à Miss Univers 2014 à Doral, aux États-Unis.